# (500137) 2012 CD52
(500137) 2012 CD52 es un asteroide perteneciente al cinturón de asteroides, descubierto el 19 de enero de 2012 por el equipo del Pan-STARRS desde el Observatorio de Haleakala, Hawái, Estados Unidos.

## Designación y nombre
Designado provisionalmente como 2012 CD52.

## Características orbitales
2012 CD52 está situado a una distancia media del Sol de 2,363 ua, pudiendo alejarse hasta 2,581 ua y acercarse hasta 2,146 ua. Su excentricidad es 0,092 y la inclinación orbital 5,860 grados. Emplea 1327,60 días en completar una órbita alrededor del Sol.

## Características físicas
La magnitud absoluta de 2012 CD52 es 17,9.